# Maxmilián Pirner

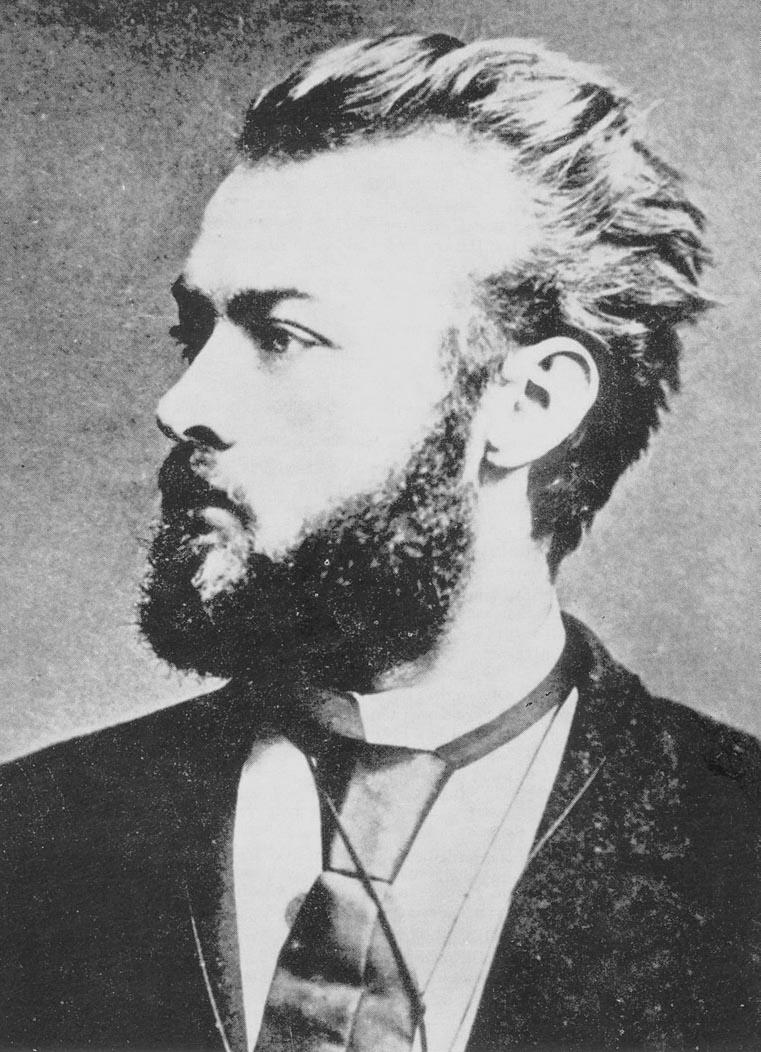
Maxmilián Pirner um 1880

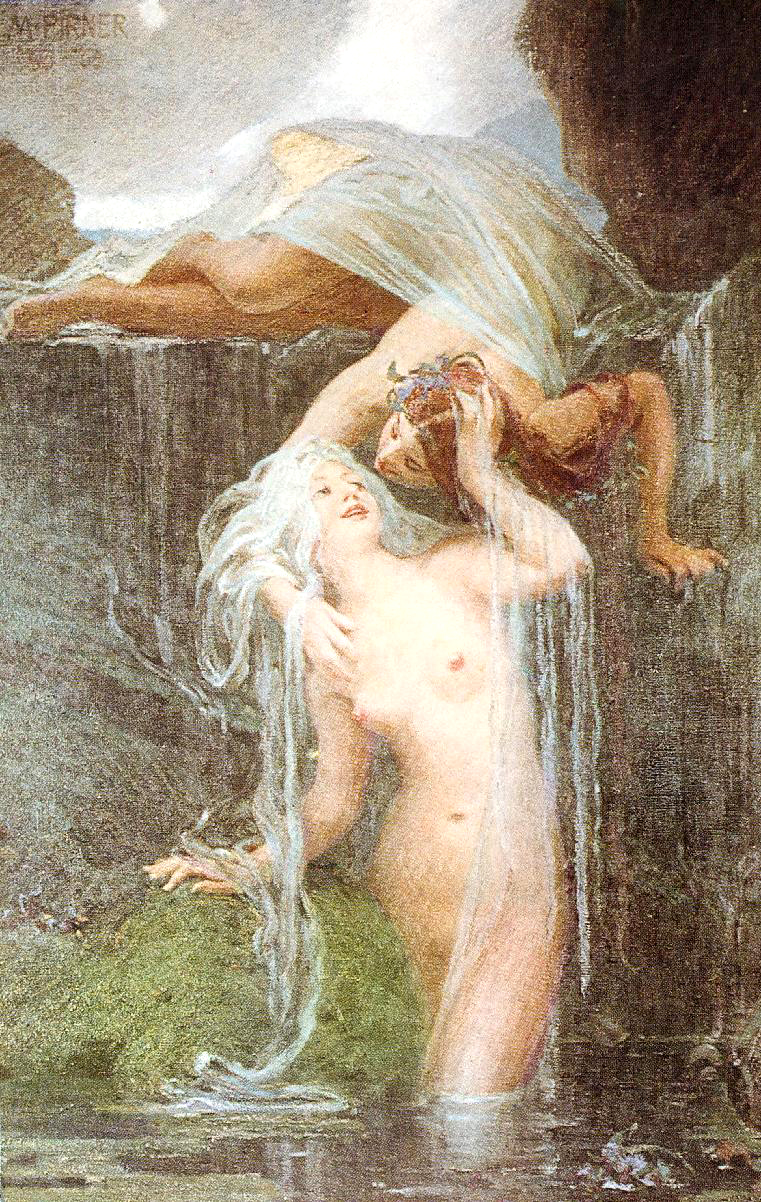
Der Bach, 1903

Maxmilián Pirner (* 13. Februar 1854 in Schüttenhofen, Königreich Böhmen, Kaisertum Österreich; † 2. April 1924 in Prag, Tschechoslowakei) war ein böhmischer Maler und Grafiker. Er war vor allem Figuren- und Bildnismaler sowie Illustrator.

## Leben und Werk
Maxmilián Pirner studierte von 1872 bis 1874 an der Prager Kunstakademie und 1875 bis 1879 an der Wiener Akademie bei Josef Mathias Trenkwald. In Wien hielt er sich bis 1887 auf und lebte trotz gewisser Erfolge in Zurückgezogenheit, abseits des Geschehens. Ab 1887 war er Lehrer an der Akademie der Bildenden Künste in Prag, wo er ab 1896 als Professor wirkte.
Dennoch tauchten Merkmale einer kreativen Krise auf, durch die seine allgemeine Lebensfrustration ihren Ausdruck fand. Für Pirner war die Verbindung der kritischen Reflexion mit gesteigerter Sensibilität bezeichnend. Überall dort, wo sich diese Bestandteile dynamisch miteinander verbanden, erlangte sein Schaffen Unkonventionalität. Pirners Lebensstil schließt auch das Thema mit ein, weswegen ein Künstler, der ohne engere Verbindung zum zeitgemäßen Geschehnis in europäischen Metropolen steht und sich eher mit Literatur und Philosophie auseinandersetzt, dafür entsprechende künstlerische Mittel finden kann. Pirner genoss auch im Ausland hohes Ansehen. Er war unter anderen Gründungsmitglied der Wiener Secession und galt in Prag für kurze Zeit als Verfechter des Jugendstils. Er schuf unter anderem Entwürfe für Glasfenster, Diplome und Medaillen sowie einzelne Grafiken für Ver Sacrum, der Zeitschrift der Wiener Secession.
Zu seinen Schülern zählten u. a. der akademische Maler Jan Pašek und der Bildhauer Alois Rieber.